# Ван Эгерат, Эрик
Эрик ван Эгерат (нидерл. Erick van Egeraat; род. 27 апреля 1956) — голландский архитектор, работающий преимущественно в Европе и России. Проекты его архитектурной мастерской (designed by) Erick van Egeraat обладают узнаваемым авторским почерком, но не принадлежат к определённому стилю, хотя некоторые критики относят их к Современному Барокко. Он известен проектами Центрального офиса банка ING в Будапеште, Музея Дренте в Ассене, Мусоросжигательного завода в Роскилле, Главного здания Университета в Лейпциге. В России обрел известность как создатель «Города Столиц» в Москва-Сити, автор концепции застройки Красного Октября, победитель конкурса на проектирование нового стадиона Динамо, генпроектировщик Корпоративного Университета Сбербанка. Его российские проекты награждены многочисленными премиями, в том числе Дом года ’2011 за Академию Шахмат в Ханты-Мансийске, Дом года ’2012 и Золотая Капитель ’2012 за ТРЦ Вершина в Сургуте и European Property Award ‘2013 за Меркурий Сити Тауэр в Москве.

## Творческий путь
Эрик ван Эгерат окончил архитектурный факультет Делфтского технического университета. На последнем курсе он вместе с несколькими сокурсниками победил в конкурсе на проектирование Дома Молодежи на Крауспляйн в Роттердаме. Этот дом стал первым реализованным проектом архитектурной мастерской Mecanoo, созданной в том же 1984-м году Эриком ван Эгератом, Франсин Хаубен, Хенком Дёллем и Крисом де Вейером. Другими заметными проектами стали Парк-отель Билдерберг в Роттердаме (1990—1992), Дом 13 в Штутгарте (1990—1993), Факультет экономики и управления в Утрехте (1991—1995) и Библиотека ДТУ в Делфте (1992—1998).
В 1995-м году Эрик ван Эгерат вместе с 17 сотрудниками покинул Mecanoo и основал собственную компанию Erick van Egeraat associated architects (EEA) с офисами в Роттердаме, Лондоне, Будапеште, Праге и Москве. Поиски нового стиля и подхода нашли выражение в проекте Центрального офиса банка ING и страховой компании NNH в Будапеште (1992—1994), который архитектор назвал «одним из первых примеров того совмещения бескомпромиссного модернистского содержания и интуитивной органической формы, которое впоследствии назвали Современным Барокко». Развивая эту идею, Эрик ван Эгерат создал Художественную Галерею Кроуфорда в Корке, Ирландия (1996—2000), Концертный зал Мец в Бреде, Нидерланды (1996—2002), Жилой дом на Маурицкаде в Амстердаме (1996—2002), Ратушу в Алфен-ан-ден-Рейн, Нидерланды (1997—2002) и Институт современного искусства в Мидлсбро, Великобритания (2007), за который он получил награду Королевского института Британских Архитекторов RIBA.
В этот период он обратился как к малым (ваза Black Max, 1997; дверная ручка Erick, 2008), так и к крупным формам (генплан острова Остердокс в Амстердаме, 1998—2001). Расширилась география проектов, прежде всего в восточном направлении; были построены Посольство Королевства Нидерландов в Варшаве (1999—2004), Штаб-квартира ING в Будапеште (1999—2004), жилые комплексы в Праге (1999—2003) и Надьковачах (2001—2002).
Основание мастерской (designed by) Erick van Egeraat
В 2009 Эрик ван Эгерат реструктурировал свою компанию и открыл мастерскую (designed by) Erick van Egeraat с офисами в Роттердаме, Москве, Будапеште и Праге. Вопреки мировому финансовому кризису он продолжал создавать сложную, устойчивую и дорогостоящую архитектуру, примером чему служат такие постройки, как Музей Дренте в Ассене, Нидерланды (2008—2011), Мусоросжигательный завод в Роскилле, Дания (2008—2014), Главное здание университета в Лейпциге, Германия (2004—2015) и Университетский Колледж Эразмус в Роттердаме, Нидерланды (2012—2014). В эти годы он начал активно работать в России, проектируя и строя в более чем 8 городах России и СНГ.
По проектам Эрика ван Эгерата построено около 100 объектов в более чем 10 странах мира. Он любит повторять, что главной ценностью современной жизни считает «свободу передвижения и возможность работы в любой точке мира».
Продолжая расширять границы, он обратился в сторону Ближнего Востока, создав генплан центра г. Унайза в Саудовской Аравии (2014).
Эрик ван Эгерат — автор нескольких книг. Его ранняя работа Six ideas about architecture, написанная в соавторстве с Деяном Суджичем, воспроизводит внутренний мир архитектора и формирование его взглядов в контексте улицы, семьи, эпохи. В книге 10 years Erick van Egeraat: realized works, написанной совместно с Филипом Джодидио, собран материал о проектах, созданных в 1995—2005 годы. В недавно вышедшей в издательстве ТАТЛИН книге Жизнь без красоты собраны материалы авторской колонки Эрика ван Эгерата, регулярно выходившей в российском журнале Commercial Real Estate в 2008—2011 гг. Формально посвященные экономике, эти статьи охватывают широкий круг общественно-политических и культурных вопросов".
В качестве профессора Международной Академии Архитектуры Софии и приглашенного лектора нескольких университетов Эрик ван Эгерат выступает с лекциями и мастер-классами по всему миру, а также является автором ряда монографических выставок: «Вкус» (2003), «Ценность Красоты» (2005), «Для России с любовью» (2003) и других.

## Работа в России
В начале 2000-х гг. Эрик ван Эгерат начал работать в России. Для своего первого российского заказчика Капитал Груп он создал ряд проектов, среди них Город Столиц (2002—2010) и Барвиха Хиллс (2004—2010). Наибольшую известность приобрел проект «Русский Авангард» (2001), правда, он и по сей день остается нереализованным. Несмотря на трудности, Эрик ван Эгерат продолжил работу в России, которую он назвал «идеальной средой для архитектора»: «Эта страна обладает невероятным потенциалом. В России много людей, которые хотят сделать что-то особенное, ни на что не похожее. Они не боятся браться за амбициозные проекты и не мешкают с их выполнением. Это идеальная среда для архитектора». Он создал целый ряд проектов для Санкт-Петербурга, среди них конкурсные проекты Второй сцены Мариинского театра (2003) и реконструкции Новой Голландии (2006), Жилой дом на набережной Мойки (2006) и Конгресс-центр Константиновский (2007). В эти годы он много проектировал в городах России и СНГ, в том числе в Казани (Национальная библиотека Республики Татарстан, 2007), Минске (Минск-Сити 2008), Астане (Ось Астаны, 2007; Драматический театр, 2010). Но наибольшего успеха он добился на северо-востоке страны. В Ханты-Мансийске по его проекту была построена Академия Шахмат (2008—2010), получившая награду Дом года ’2011, а в Сургуте ТРЦ Вершина (2005—2010), удостоенный премий Дом года ’2012 и Золотая Капитель ’2012. В одном из интервью архитектор признался: «Когда я показал первый набросок заказчику, он был изумлен. После завершения строительства настала моя очередь изумляться. Я горжусь тем, что мое здание появилось в Сургуте». Широкое освещение в прессе получил его проект Острова Федерация в Сочи (2007) и особенно его победа в конкурсе на реконструкцию стадиона Динамо (2010). Однако, эти проекты не были построены. Причиной трудности реализации проектов иностранных архитекторов в России Эрик ван Эгерат считает особенности местной строительной индустрии: "Строительный бизнес в России — закрытая для иностранцев индустрия. Россия — это страна «сделай сам» Вот ты идёшь в MegaMarkt, покупаешь стройматериалы и строишь свой дом. Поэтому люди рассуждают так: «Зачем нам иностранец? Я могу сделать всё сам». Однако именно он стал одним из немногих иностранцев, реализовавших свои проекты в России. Среди недавних построек можно отметить Корпоративный Университет Сбербанка (2010—2013) и проект верхней части и общественных зон Меркурий Сити Тауэр (2011—2013).

## Взгляды на архитектуру
Одной из причин ухода Эрика ван Эгерата из Mecanoo было его нежелание следовать основным трендам в голландской архитектуре того времени: бескомпромиссному модернизму, отвергавшему любые излишества и полному забвению эстетической стороны проекта в пользу его бюджета и функциональности. Для него же красота была основным критерием ценности проекта: Позже в своей книге, посвященной красоте, он напишет «Успех общества или личности заключается не в их способности делать деньги, а в реализации возможности создавать Красоту». Устойчивая архитектура с заделом на будущее немыслима без красоты: «Необходимо возвращение к архитектуре пленительной, завораживающей. Красота, наряду с силой образа и качеством воплощения является важнейшим элементом современной устойчивой архитектуры».
Восстанавливая понятие красоты, похороненное модернистами XX века, Эрик ван Эгерат не возвращается назад к классическим образцам. Он подчеркнуто современен, утверждая, что архитектура должна «отвечать вкусу эпохи»: «Любая архитектура, обладающая мало-мальской ценностью, является современной в момент создания, прочно связанной со своим временем и культурой».

## Постройки в Европе
- 1980—1985 Жилой дом на Крауспляйн — Роттердам, Нидерланды (в качестве партнёра в Mecanoo)
- 1992—1995 Музей Естественной Истории — Роттердам, Нидерланды (в качестве партнера в Mecanoo)
- 1992—1994 / 1993—1997 Центральный офис банка ING и страховой компании NNH / новое крыло банка ING — Будапешт, Венгрия[3]
- 1994—1997 Школа Моды и Графического Дизайна — Утрехт, Нидерланды
- 1996—2000 Художественная Галерея Кроуфорда — Корк, Ирландия[17]
- 1996—2000 Высшая школа InHolland — Роттердам, Нидерланды[47]
- 1996—2002 Концертный зал Mezz — Бреда, Нидерланды[18]
- 1997—2002 Ратуша — Алфен-ан-ден-Рейн, Нидерланды
- 1999—2003 Жилой комплекс Вилла Бьянка — Прага, Чешская республика
- 1999—2004 Главный офис банка ING — Будапешт, Венгрия[23]
- 2000—2004 Посольство Королевства Нидерландов — Варшава, Польша[22]
- 2001—2005 Жилой комплекс Crescent — Нью-Веннеп, Нидерланды
- 2002—2009 Башня Rock — Амстердам, Нидерланды[48]
- 2003—2004 Реставрация Дворца Deak — Будапешт, Венгрия
- 2003—2006 Офисное здание Zilverparkkade — Лелистад, Нидерланды
- 2003—2006 Колледж Metzo — Дутинхем, Нидерланды[49]
- 2003—2007 Институт Современного Искусства — Мидлсбро, Великобритания[20]
- 2003—2008 Муниципальный театр — Харлем, Нидерланды
- 2003—2012 Генплан Миланофиори — Милан, Италия[50]
- 2004—2010 Генплан Ривер-парк — Братислава, Словакия
- 2004—2015 Главное здание университета — Лейпциг, Германия [6]
- 2005—2009 Lyon Confluence — Лион, Франция[51]
- 2006—2011 Sumatrakontor — Гамбург, Германия[48]
- 2007—2011 Музей Дренте — Ассен, Нидерланды[4]
- 2008—2013 Мусоросжигательный завод — Роскилле, Дания[5]
- 2009—2012 Columbuskwartier — Алмере, Нидерланды
- 2010—2013 Университетский колледж Эразмус — Роттердам, Нидерланды[25]

## Постройки и проекты вРоссии
- 2001 Жилой комплекс Русский Авангард (проект)[30]
- 2002—2010 Город Столиц — Москва, Россия[30]
- 2004—2010 Барвиха Хиллс — Москва, Россия
- 2005—2010 ТРЦ Вершина — Сургут, Россия[41]
- 2006—2014 Частный дом Bay Mansion — Москва, Россия
- 2006 Генплан острова Новая Голландия — Санкт-Петербург, Россия (2-й приз конкурса)[33]
- 2007 Остров Федерация — Сочи, Россия (проект)[42]
- 2007—2014 Красный Октябрь, концепция застройки — Москва, Россия[14]
- 2007 Национальная библиотека Республики Татарстан — Казань, Россия (проект-победитель конкурса)[36]
- 2008—2010 Академия Шахмат — Ханты-Мансийск, Россия[39]
- 2010 Проект реконструкции стадиона Динамо — Москва, Россия (проект-победитель конкурса[43]
- 2010—2013 Корпоративный Университет Сбербанка — Москва, Россия[7]
- 2012—2013 Интерьеры общественных пространств Меркурий Сити Тауэр — Москва, Россия[24]
- 2013 Музей истории казачества — Волгоград, Россия (проект)[52]
- 2014 Музей Современного Искусства «Ударник» — Москва, Россия (проект)[53]

## Награды
- 2013 — Европейская премия в сфере недвижимости European Property Award[11], за лучший архитектурный проект высотного здания в России (Меркурий Сити Тауэр[24], Москва, Россия)
- 2013 — Премия «Зеленое строительство. Технологии и архитектура» в категории «Коттеджный поселок высокой экологической и энергетической эффективности» (Барвиха Хиллс, Москва, Россия).
- 2012 — Премия Dutch Design Awards за лучший интерьер (Музей Дренте, Ассен, Нидерланды)[4]
- 2012 — Дом года[9] (ТРЦ Вершина[41], Сургут, Россия)
- 2012 — Гран-при конкурса Золотая Капитель[10] (ТРЦ Вершина[41], Сургут, Россия)
- 2011 — Дом года[8] (Академия Шахмат[39], Ханты-Мансийск, Россия)
- 2010 — Премия Emporis Skyscraper Award (Город Столиц, Москва, Россия)[54]
- 2010 — Премия Commercial Real Estate Award, за лучший многофункциональный комплекс (Город Столиц, Москва, Россия)[55].
- 2009 — Премия Hadrian Award (Институт Современного Искусства в Мидлсбро, Великобритания)[20]
- 2007 — Приз Rietveldprijs (Факультет ABC Университета в Утрехте, Нидерланды)
- 2007 — Премия Королевского Института Британских Архитекторов RIBA (Институт Современного Искусства в Мидлсбро, Великобритания)[20]
- 2007 — Премия ‘Возрождение’ Королевского Института Дипломированных Оценщиков (Институт Современного Искусства в Мидлсбро, Великобритания)[20]
- 2006 — Награда Будапешта за проектирование архитектурных шедевров в Будапеште
- 2006 — Приз Reitter Ferenc Prize (Реставрация Дворца Déak в Будапеште, Венгрия)
- 2005 — Премия Life in Architecture Award за лучшее здание в Варшаве 2004—2005 (Посольство Королевства Нидерландов в Варшаве, Польша)[22]
- 1999 — Премия MIPIM (Центральный офис банка ING и страховой компании NNH в Будапеште, Венгрия)[3]